# Paolo Roberto
Paolo Roberto, född 3 februari 1969 i  Eds församling i Upplands Väsby, är en svensk entreprenör som bland annat varit aktiv som krögare, programledare och proffsboxare. 
Han har kandiderat till riksdagen för Socialdemokraterna, ett parti han senare lämnade. Han har även skådespelat och hans genombrott var huvudrollen i filmen Stockholmsnatt från 1987, som är löst baserad på hans egna erfarenheter som våldsam ungdomsbrottsling.

## Biografi

### Uppväxt
Paolo Roberto växte upp i Upplands Väsby norr om Stockholm. Hans far Vincenzo Roberto kom på 1960-talet till Sverige som arbetskraftsinvandrare från en stad strax utanför Neapel i södra Italien, medan hans mor har skotskt och svenskt påbrå. Han har en yngre bror, Ian Roberto. 
Robertos bekantskap med kampsport inleddes i tidig ålder. Han deltog exempelvis i SM i judo som åttaåring. Roberto har genom åren bland annat tränat taekwondo, kickboxning och  judo.
Han var i ungdomen ofta inblandad i slagsmål och var under tonåren medlem i gänget som av polisen kallades för Örnligan. Han blev genom sin roll i filmen Stockholmsnatt (1987) känd som "Kungen av Kungsan". Filmen är till viss del baserad på honom själv och hans egna upplevelser under denna period. Vid denna period grundades också Non Fighting Generation (NFG) där Paolo Roberto var med vid starten, . Organisationens syfte var att förebygga och förhindra bråk genom att vara närvarande på platser där det var mycket ungdomar samlade.

### Karriär inom boxning och övrig kampsport
Roberto blev proffsboxare 1993. Han gick under sin karriär två titelmatcher om VM-bältet: mot spanjoren Javier Castillejo i lätt mellanvikt 1999 där han förlorade på teknisk knock-out, och 2001 utmanade han svensken Armand Krajnc. Armand Krajnc antog utmaningen trots att han hade mer att förlora på det än att vinna, sett ur proffsboxningsperspektiv. Roberto lyckades mot förmodan stå alla ronder mot världsmästaren, men inte mycket mer. Aftonbladets krönikör Lasse Anrell var i sin tidning upprörd av att "misshandeln av Roberto inte stoppades". Han erövrade senare WBC:s interkontinentalbälte, som inte är en världsmästartitel, på Åland mot argentinaren Eduardo Bejarano. Han avslutade sin boxningskarriär efter att ha blivit brutalt knockad av argentinaren Sebastian Lujan, även detta på Åland. Roberto har beskrivit denna händelse som en stor vändpunkt i hans liv.
Roberto har utöver boxningen varit flerfaldig svensk och nordisk mästare i taekwondo och svensk mästare i kickboxning. Roberto har även varit aktiv som promotor av kampsportsgalor.

### Efter proffsboxningen
Roberto var tidigare gift med Lena Arrelöv Roberto, före detta programledare i ZTV, som han gjorde TV-serien Paolo & Lena ser på TV tillsammans med. Han har en son född 2004 och en dotter född 2007. Paret gick skilda vägar 2012. Han har även varit politiskt aktiv med legalisering av proffsboxning i Sverige som hjärtefråga. Han ställde upp som kandidat i riksdagsvalet 2002 för Socialdemokraterna. Trots att han fick näst flest socialdemokratiska kryss i Stockholm (flest fick Bosse Ringholm) lyckades han inte komma in i riksdagen. Enligt Roberto hade han innan detta val alltid röstat på Socialdemokraterna, men att han nu röstade borgerligt därför att han ansåg att småföretagare (vad Roberto kallar "den nya arbetarklassen i Sverige - vi jobbar jämt, vi har ingen lön") behövde få "en drägligare situation".
Roberto har i en intervju sagt sig vara "militant motståndare till feminism" men menar samtidigt att han är en "militant jämställdhetsivrare". Roberto är praktiserande katolik, medlem av katolska kyrkan och engagerad i domkyrkoförsamlingen i Stockholm. Han var en av de kända personer som stod bakom Uppropet för äktenskapets bevarande vid dess lansering i februari 2006, vilket föranledde kritik från RFSL. Paolo Roberto ångrade att han skrev på detta och medverkade sedan tillsammans med musikern Petter på ett bröllopsfoto på omslaget till tidningen QX.
Paolo Roberto drev tidigare restaurangkedjan Pane Fresco och har tidigare jobbat aktivt med konferenshotellet Körunda. Med varumärket Paolos producerades och såldes pasta, olivolja och köksredskap, i Paolos namn. Såväl Pane Fresco som Körunda och Paolos bröt samarbetet med Roberto efter att han i maj 2020 gripits och erkänt att han köpt sexuella tjänster.

### Medverkan i TV och andra medier
Roberto har medverkat i ett antal TV-produktioner, bland annat sedan år 2007 som expertkommentator för TV4 Sports sändningar av Ultimate Fighting Championship tillsammans med sin bror Ian. Han har även haft ett återkommande inslag på sista sidan i Sportbladet. Han har varit resereporter i TV4 Plus program När & fjärran och medverkat i TV4-programmen Let's Dance och Time out. Under hösten 2008 ledde Roberto matlagningsserien Primo Paolo, vilken sändes i TV-kanalen TV4 Plus, där han i tio delar lagade mat tillsammans med sina släktingar i södra Italien.
Sommaren 2007 debuterade Roberto som sommarpratare i Sveriges Radios program Sommar, där han talade om hur "2000-talet är årtusendet då kroppen besegrat själen - det är i dag viktigare med rutor på magen än en god själ. Dessutom om hur vi på 30 år gick från Fader Vår till tarmsköljning och GI-metoder."
Paolo Roberto förekommer som rollfigur i den andra boken i Stieg Larssons Millenniumserie, Flickan som lekte med elden, och spelar också sig själv i filmen med samma namn.
Han har även varit programledare för tv-programmet Expedition Robinson hösten 2009–våren 2010 (Robinson Karibien), hösten 2010 (Robinson 2010) och hösten 2011 (Robinson 2011) samt i Miljonlotteriets Pengarna på bordet hösten 2013.
I maj 2020 avskedades han från sina programledaruppdrag på TV4, efter att ha accepterat strafföreläggande för att ha köpt sexuella tjänster.
I september 2022 var han med och startade nyhetstidningen Nongrata.se tillsammans med Bulletins före detta VD Jannik Svensson.

## Filmografi
- 1987 – Stockholmsnatt
- 1993 – Sökarna (Intern)
- 1997 – 9 millimeter
- 2001 – Jarrett
- 2009 – Flickan som lekte med elden